# Alyssa Nicole Pallett
Alyssa Nicole Pallett (St. John's, 8 december 1985) is een Canadese actrice en model.

## Biografie
Pallett werd in 1985 geboren op het Oost-Canadese eiland Newfoundland. Ze deed haar studies in de Verenigde Staten. In 2006 speelde ze mee in American Pie Presents: The Naked Mile. Ze verscheen al in Harper's Bazaar, Playboy en Paper.